# دنیل چندلر
دنیل چندلر (۱۹۵۲) یک نشانه‌شناس انگلیسی و استاد گروه مطالعات تئاتر، فیلم و تلویزیون در دانشگاه ابیرستویت است. او از سال ۱۹۸۹ در این دانشگاه کرسی استادی دارد. او بیشتر برای کتابی با عنوان نشانه‌شناسی: مفاهیم بنیادین شناخته شده‌است که بسیاری از دانشگاه‌ها از این کتاب به عنوان یک منبع درسی برای تدریس نشانه‌شناسی استفاده می‌کنند. او علاقه خاصی به مطالعه نشانه‌شناسی جنسیت و تبلیغات دارد.